# Фінда (приватний заповідник)

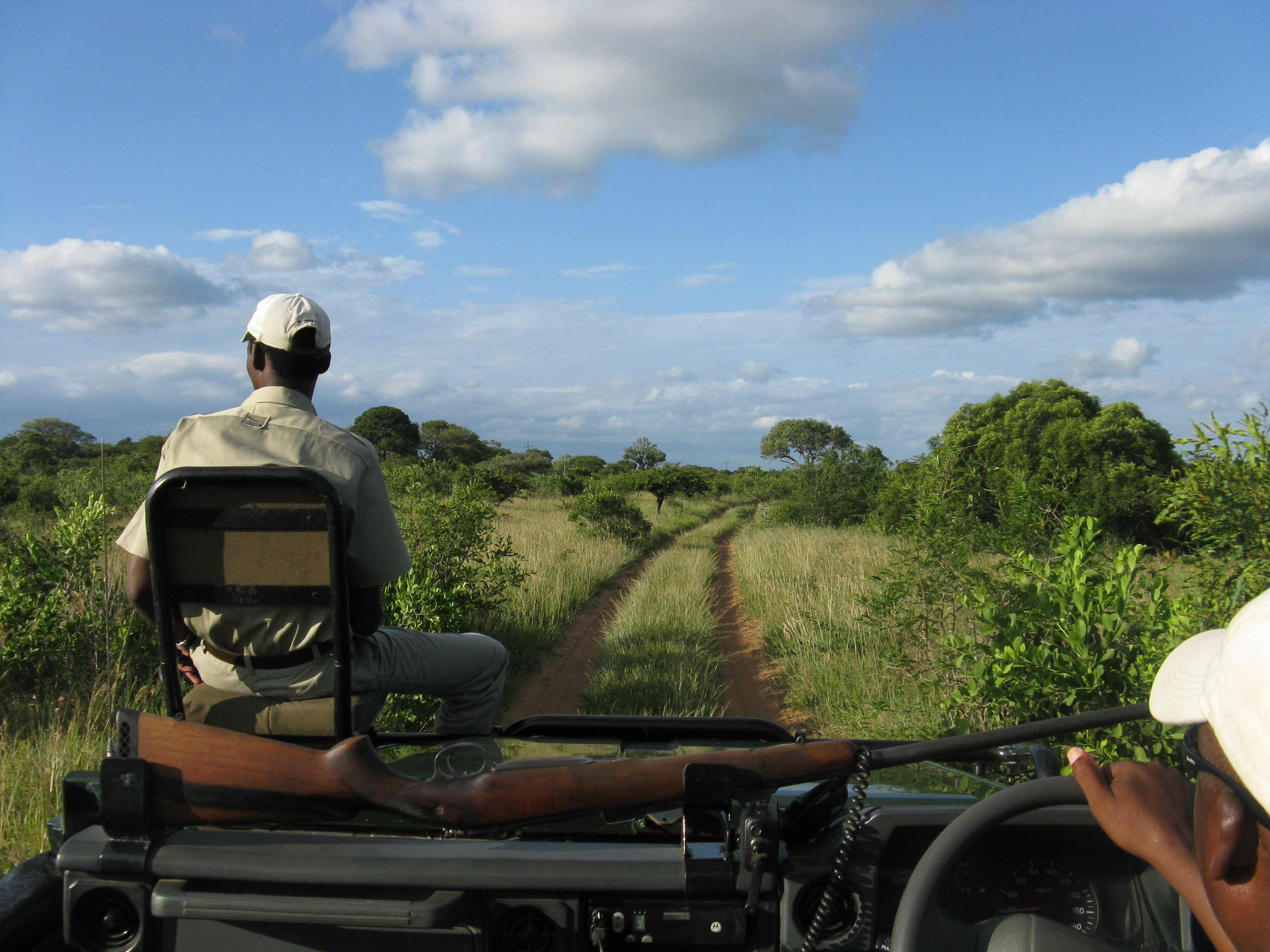
Автомобіль для сафарі у Фінді

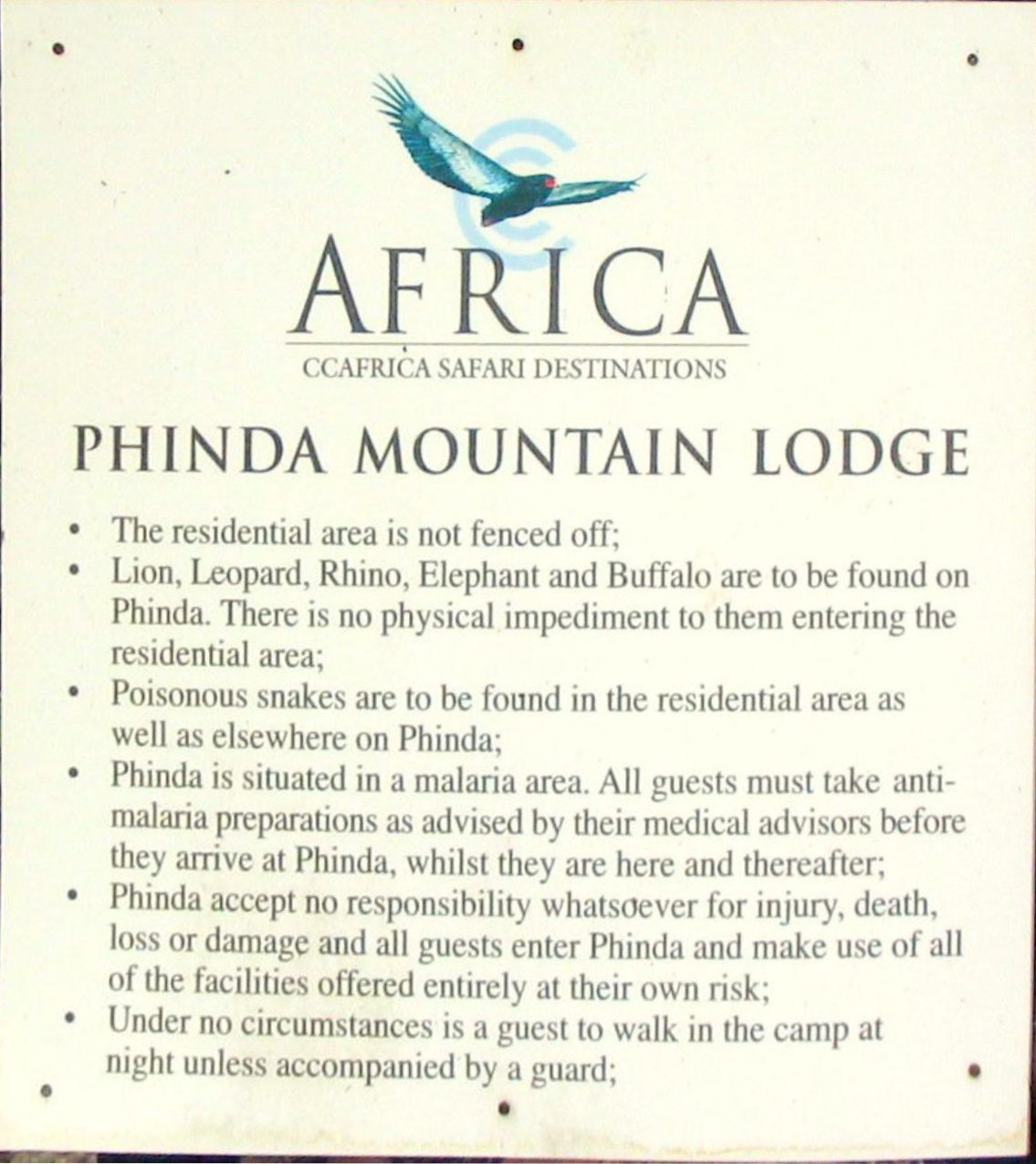
Дошка з переліком важливих моментів, які туристи повинні мати на увазі під час відвідування Phinda Mountain Lodge, Ква-Зулу Натал, Південна Африка

Приватний заповідник Phinda ([ˈpɪndə]), раніше відомий як Phinda Resource Reserve це — приватний заповідник, розташований у Квазулу-Натал, Південна Африка, між Заповідником Мкузе та Великим водно-болотним угіддям Парку Сент-Люсії. Призначений у 1990 році, Phinda походить від зулуської фрази «Phinda Izilwane», що означає «повернення дикої природи», або, точніше, «зробити знову».
Фінда має сім різних екосистем, починаючи від пальмових саван і гірських чагарників до рідкісних піщаних лісів і густого терновельду. У 1992 році заповідник об'єднався з двома сусідніми землевласниками, щоб створити заповідник Мун-Я-Вана. Завдяки різноманітним проектам розширення земель, придбанням і угодам з місцевими громадами, заповідник зріс до 286км².
Оригінальна ідея Phinda була розроблена Кевіном Лео-Смітом у 1986 році, коли його компанії Agri-Plan Estates було запропоновано на продаж основну ферму Phinda South, яка тоді називалася Zulu Nyala. Перевірка справ і карта показали, що Зулу Ньяла стратегічно лежить між заповідниками Мкузе та озером Сент-Люсія. Потім до Кевіна Лео-Сміта приєднався Тревор Коппен, юрист і підприємець із Дурбану, а пізніше Ендрю Монтгомері, містобудівник, і концепція придбання сільськогосподарської землі та відновлення великої дичини отримала подальший розвиток. У 1989 році, після кількох невдалих спроб отримати необхідний капітал, Алан Бернштейн приєднався до групи та працював над бізнес-планом і стратегією залучення капіталу. Алан Бернштейн і Джейн Едж попросили Дейва Варті з Londolozi приєднатися до групи засновників, щоб додати засновникам свій досвід у сафарі-туризмі.
Після кількох невдалих стартів необхідний капітал було зібрано через Master Bond Group і основні ферми, тепер спільно відомі як Phinda North, були придбані, а Phinda Resource Reserve народився на початку 1990 року. Майстер Бонд пізніше зіткнувся з проблемами ліквідності перед першою ложою , тоді відомий як Phinda Nyala 9now Mountain Lodge), був повністю завершений. Алан Бернстайн уже був зайнятий рефінансуванням бізнесу через групу інвестиційних банків з Hambros Bank у Лондоні під керівництвом Джонатана Кляйна. З Hambros було зібрано достатньо капіталу, щоб врятувати Фінду від майже катастрофи, щоб заснувати Консерваційну корпорацію Африки (CC Africa). Основними інвесторами були родина Гетті та різні англо-американські організації та приватні особи. Phinda була дочірньою компанією CC Africa.
Потім CC Africa швидко розширилася, додавши Ngala Lodge, перший приватний будиночок у національному парку Крюгера, а також побудував Phinda Forest Lodge і додав контракт на управління з Londolozi перед розширенням у Східній Африці, Зімбабве та Ботсвані. Наприкінці 1990-х уся первісна група засновників більше не входила до холдингової компанії, і назву було змінено з The Conservation Corporation Africa на &Beyond.
Phinda вперше застосував випускні боми для реінтродукції хижаків, а також як поводитися з дорослим слоном, який втік, використовуючи лише місцеві машини та обладнання, що змінило спосіб поводження зі слонами під час операцій відлову. Проте спадщина Фінди доводить, що поповнення сільськогосподарських угідь дикими тваринами, якими керують на стійкій основі, було набагато економічніше, ніж сільське господарство. Вартість землі на момент придбання на початку 1990 року становила в середньому 1250 рандів/га, і сьогодні подібна земля в заповіднику Munyawana Game Reserve, основною частиною якого є Phinda, продається за ціною, що перевищує 50 000 рандів/га (2023 рік). Це означає прибутковість, що значно перевищує 20% на рік протягом понад 30 років.
Станом на травень 2020 року південноафриканська компанія WildEarth транслювала диски з Phinda у співпраці з &Beyond.

## Фауна
Дика природа, що населяє цей заповідник: слон, жираф, зебра бурчеллова, лев, африканська дика собака, блакитний гну, капський буйвол, бегемот, південний білий носоріг, чорний носоріг, суні, плямиста гієна, Південноафриканський гепард і леопард. 

## Ложі
- Forest Lodge – шістнадцять скляних шале на ходулях. Ці шале побудовані вручну місцевими людьми зулу, щоб мінімізувати вплив на рідкісний піщаний ліс. Вони ніби ширяють між лісовою підстилкою та високими факельними деревами.
- Mountain Lodge – двадцять шале та конференц-зали, розташовані на вершині розкішного бушвельду, з панорамами на гори Лебомбо та прибережні рівнини озера Сент-Люсія.
- Vlei Lodge – шість люксів на ходулях із соломи, тика та скла виходять на унікальну водно-болотну систему Фінди на краю лісу.
- Rock Lodge – шість шале, вбудованих у скелю з видом на Леопардову скелю.
- Zuka Lodge – розташований у західному регіоні Фінда, це чотири котеджі з солом’яними дахами, що ростуть у кущах Зулуленду. Котеджі розташовані на відстані 15 метрів один від одного та мають веранду з видом на жваву водойму.
- Homestead – вілла з 4 спальнями ексклюзивного використання.

## Зовнішні посилання
Вікісховище має мультимедійні дані за темою: Фінда (приватний заповідник)
- Офіційний веб-сайт Phinda Private Game Reserve
- andBeyond
- Карта приватного заповідника Фінда

27°49′ пд. ш. 32°19′ сх. д. / 27.817° пд. ш. 32.317° сх. д.